# Eva Sachs
Eva Henriette Sachs (* 13. April 1882 in Berlin; † 1. September 1936 in Wien) war eine deutsche klassische Philologin und Lehrerin.

## Leben
Eva Sachs, die Tochter des jüdischen Ehepaars Emanuel Sachs und Minna geb. Lachmann, besuchte von 1889 bis 1898 die Charlottenschule, anschließend bis 1902 das Victoria-Lyzeum und danach ein weiteres Gymnasium, an dem sie 1904 die allgemeine Hochschulreife erwarb. Sie studierte anschließend als eine von wenigen Frauen an der Berliner Universität Geschichte, Epigraphik, Philosophie und Klassische Philologie und gehörte dem Philologischen Seminar drei Semester und dem Historischen Seminar sieben Semester lang an. Ihre Dissertation De Theaeteto Atheniensi Mathematico („Der Mathematiker Theaitetos von Athen“), mit der sie 1914 promoviert wurde, arbeitete sie zu der Schrift Die fünf platonischen Körper: Zur Geschichte der Mathematik und der Elementenlehre Platons und der Pythagoreer um, die 1917 in der Reihe Philologische Untersuchungen ihres Lehrers Ulrich von Wilamowitz-Moellendorff erschien.
Obwohl ihre Arbeit sehr gute Rezensionen erhielt, blieb ihre akademische Karriere aus. Aufgrund der schlechten Beförderungsbedingungen für weibliche Universitätsangehörige beschränkte sich Sachs in den nächsten Jahren auf das Schulamt. Ihr Lebensweg ist kaum dokumentiert. Sie wurde in den 20er Jahren für wissenschaftliche Arbeit beurlaubt und schied zum 1. Oktober 1929 aus dem Schuldienst aus. Sie starb am 1. September 1936 in einer Nervenheilanstalt in Wien.